# 孟少农
孟少农（1915年12月12日—1988年1月15日），原名孟庆基，字少农，湖南省桃源县人，中国科学院学部委员（中国科学院院士），湖北汽车工业学院首任院长，中国汽车工业创始人、奠基人之一。

## 生平
1915年，出生在北京，袁世凯复辟时随祖父回到老家湖南。1935年，从长沙一中以全省高中毕业会考第一名成绩考取清华大学机械系的“清寒公费生”。“七七事变”后随学校南下，在长沙与同系的一批同学一起参加了国民党“陆军交通辎重兵学校”。1939年8月回到位于昆明的西南联大继续读书。1940年毕业于清华大学（西南联合大学）机械系。1941年10月考取清华大学第五批留美公费生资格。1943年2月获美国麻省理工学院硕士学位。认为“光念书，在哪儿不能念？何必在美国？弄个博士学位，回国还是个教书匠。我要做一个实践者，把美国的工厂搬到中国去！”进入美国福特汽车、斯蒂贝克汽车厂实习，担任工程师。1946年6月初回国，成为清华大学第一个汽车专业的教授，创建了中国高校的第一个汽车工程专业，开设了3门大四的选修课《汽车工程学》、《制造方法论》（工艺学）、《工具学》，组建了实验室与实习工厂，进口了六角车床、万能铣床、磨床等十几台机床。1947年8月上旬经北平地下党组织批准，由于陆琳、张文松介绍加入中国共产党，成为清华大学教授中第一个中共党员。1948年9月奔赴解放区，任华北人民政府公营企业部（部长黄敬）计划司（司长徐驰）工作。一个月后，随徐驰出发到石景山钢铁厂住下，等候进城接收。1949年2月初,所在小组进入北平，负责对矿冶、地质、工业三个研究所的接管。1949年5月又回到华北企业部任技术室主任。
中华人民共和国成立后任中央重工业部技术室主任。1950年初调到重工业部机械局筹备组。1950年2月21日任中央重工业部汽车筹备组副主任，主要抓两件事：一是调查研究，收集旧中国有关汽车和汽车工业基本情况；二是集结和培养技术骨干，他凭着原来在清华大学任教等诸多条件，广泛招集人才，很快集合起新老技术人员近200人的一支精干队伍；办起学习班，亲自授课。1952年年4月任一汽副厂长、后兼任总工程师。1952年7月，中央重工业部派孟少农为首，李刚、陈祖涛、潘承烈等参加的驻莫斯科代表小组，负责办理一汽技术设计联络、设备订货与分交、聘请专家、派遣实习人员等事宜；经与多方反复商定，一汽从苏联引进工厂设计、产品设计、工艺设计、工装设备、技术文件和一整套组织设计；订购成套设备5千余台；聘请各类专家近200名；派遣实习生近600名。1953年7月，代表小组要办理的事已经大部就绪，孟少农先行回国，留下李刚等继续工作。三年的建厂阶段负责生产准备，亲自制定了工厂组织机构、工作制度、工作内容、工作路线、人员职责等资料；对产品设计处、工艺处、机动处、技术处的领导干部一个个地谈话，讲解干些什么，怎样组织开展工作，对有的领导干部还讲过多次；对先后派遣到苏联实习的大部分人员，也一个一个地谈话，告诉他们学什么、怎么学、学回来干什么。1955年下半年，工厂进入零件调试阶段，孟少农主管产品设计、工艺、冶金和生产准备等部门工作。1956年7月15日一汽投产。1956年11月孟少农组织制定1957年至1962年解放牌汽车设计改进和发展新品种规划，包含解放车的改进、设计CA-11型平头新解放，及其派生的自卸车、牵引车、公共汽车和开发军用车和轿车系列，经过多年努力，除公共汽车外，其余全部实现。1965年离开一汽时，一汽已有三个系列品种和30多种变型专用车投产。
1965年至1969年，担任中国汽车工业公司总工程师室负责人。“文化大革命”中受冲击，下放到江西干校劳动。1971年5月至1977年12月，担任陕西汽车制造厂革委会副主任、总工程师，主管技术工作。更改设计后的“延安250”五吨越野牵引车第四轮样车，解决了可靠件和动力性问题，各项指标都达到了设计任务书的要求，1974年12月通过定型鉴定，1975年正式投产。
1977年底，孟少农调任二汽副厂长兼总工程师，正值二汽建设处于最艰难的时刻。五吨民用车质量问题很多，不能投产；军用车也存在大量质量问题，处于进退维谷境地。孟少农经过调查后说：“五吨车产品设计基础是好的，不必推倒重来，也不用再试制一轮，可以改进部分设计，提高质量，直接投产。”研究分出轻重缓急，决定总厂抓64项重大质量问题，其余数千项质量问题分解到专业厂、车间、班组解决，动员全厂集中力量会战，组织产品设计改进攻关会战指挥部，把产品、工艺、设备等方面的技术力量集中起来，统一指挥，统一行动。经过半年多苦战，攻克了EQ140、EQ240两种汽车86项重大难关，于1978年第四季度投产。使二汽当年即实现扭亏为盈，以后十年每年均以万辆幅度递增，使二汽出现兴旺发达局面。1981年，国家经济建设处于调整时期，东风车陷入滞销困境，为渡过难关，孟少农提出以东风车为主体，开发节油车，提高经济性，并提出5项改进技术措施，即将压缩比由6.75提高到7.0，采用子午线轮胎，加长转向垂臂，换用省油化油器等。根据市场调查情况，组织指挥设计和生产变型车，至1982年年底，东风五吨系列改装车有53种，变型车达42种。在二汽建立了技术中心和教育中心，主持建立了湖北汽车工业学院、二汽职工大学中专部、高级技工学校等。1978年首任第二汽车制造厂职工大学校长，1983年就任湖北汽车工业学院院长。二汽咨询委员会主任。
晚年，组织上曾几次让他迁居北京，他则说：“我是搞具体技术工作的，脱离基层，远离生产现场又能干什么呢！”1987年年底，孟少农转入北京中日友好医院治疗。1988年1月15日，孟少农病逝。

## 家庭
- 夫人于陆琳（1921年-2015年12月20日）1947年结婚。1956年离婚。
- 女儿孟运，1948年生。清华大学无线电系1979年级。